# Paratakaoia
Paratakaoia is een geslacht van hooiwagens uit de familie Epedanidae.
De wetenschappelijke naam Paratakaoia is voor het eerst geldig gepubliceerd door S. Suzuki in 1985. 

## Soorten
Paratakaoia omvat de volgende 2 soorten:
- Paratakaoia minima
- Paratakaoia parva